# Leonel Suárez
Leonel Suárez Fajardo (Santiago di Cuba, 1º settembre 1987) è un multiplista cubano.

## Biografia
Ai Mondiali di Taegu 2011 è arrivato 3º con il punteggio di 8.501 punti. Il 25 ottobre 2011 ai XVI Giochi panamericani di Guadalajara vince la medaglia d'oro con il punteggio di 8373 punti, battendo il record dei giochi che apparteneva a Maurice Smith, campione uscente del 2007.

## Palmarès
| Anno | Manifestazione      | Sede           | Evento    | Risultato | Prestazione | Note                                     |
| ---- | ------------------- | -------------- | --------- | --------- | ----------- | ---------------------------------------- |
| 2008 | Giochi olimpici     | Pechino        | Decathlon | Bronzo    | 8 527 p.    | Record nazionale                         |
| 2009 | Campionati CAC      | L'Avana        | Decathlon | Oro       | 8 654 p.    | Record dei Giochi · Record nazionale     |
| 2009 | Mondiali            | Berlino        | Decathlon | Argento   | 8 640 p.    |                                          |
| 2010 | Mondiali indoor     | Doha           | Eptathlon | 7º        | 5 764 p.    |                                          |
| 2011 | Mondiali            | Taegu          | Decathlon | Bronzo    | 8 501 p.    | Miglior prestazione personale stagionale |
| 2011 | Giochi panamericani | Guadalajara    | Decathlon | Oro       | 8 373 p.    | Record dei Giochi                        |
| 2012 | Giochi olimpici     | Londra         | Decathlon | Bronzo    | 8 523 p.    | Miglior prestazione personale stagionale |
| 2013 | Mondiali            | Mosca          | Decathlon | 10º       | 8 317 p.    | Miglior prestazione personale stagionale |
| 2015 | Giochi panamericani | Toronto        | Decathlon | dnf       | dnf         |                                          |
| 2016 | Giochi olimpici     | Rio de Janeiro | Decathlon | 6º        | 8 460 p.    |                                          |
| 2017 | Mondiali            | Londra         | Decathlon | dnf       | dnf         |                                          |
| 2018 | Giochi CAC          | Barranquilla   | Decathlon | Oro       | 8 026 p.    |                                          |
| 2019 | Giochi panamericani | Lima           | Decathlon | 5º        | 7 799 p.    |                                          |